# Borgofranco sul Po
Borgofranco sul Po – miejscowość i gmina we Włoszech, w regionie Lombardia, w prowincji Mantua.
Według danych na rok 2004 gminę zamieszkiwało 887 osób, 63,4 os./km².